# (576256) 2012 JH67
(576256) 2012 JH67 est un twotino d'un diamètre est estimé à 310 km, ce qui le qualifie comme un candidat au statut de planète naine.